# Irina Zakurdiajewa
Irina Wjaczesławowna Zakurdiajewa, ros. Ирина Вячеславовна Закурдяева (ur. 30 listopada 1982 w Moskwie) – rosyjska szachistka, arcymistrzyni od 2003 roku.

## Kariera szachowa
W latach 1997–2002 kilkukrotnie reprezentowała Rosję na mistrzostwach świata i Europy juniorek w różnych kategoriach wiekowych, największy sukces odnosząc w 2001 r. w Patras, gdzie zdobyła brązowy medal mistrzostw Europy do 20 lat. W 1999 r. podzieliła I-IV m. (wspólnie z Tatjaną Kosincewą, Ekateriną Atalik i Nadjeżdą Kosincewą) w mistrzostwach Rosji juniorek do 18 lat, w 2000 r. w mistrzostwach w tej samej kategorii wiekowej samodzielnie zwyciężyła (przed Nadjeżdą Kosincewą i Olgą Ziminą), natomiast w 2001 r. zdobyła srebrny medal w grupie do 20 lat.
Normy na tytuł arcymistrzyni wypełniła w 2001 (podczas ME juniorek w Patras oraz na memoriale Jefima Gellera w Moskwie) oraz 2003 roku (II m. w Bad Königshofen, za Alexandrem Gasthoferem, przed m.in. Zbigniewem Księskim). W 2007 r. podzieliła II m. (za Michaiłem Gurewiczem, wspólnie m.in. z Gadirem Gusejnowem, Lewanem Panculają, Dawidem Arutinianem. Armanem Pasziknajem i Eltajem Safarlim) w silnie obsadzonym otwartym turnieju w Stambule oraz zajęła X m. w rozegranych w Dreźnie indywidualnych mistrzostwach Europy, dzięki czemu zakwalifikowała się do rozegranego w 2008 r. w Nalczyku pucharowego turnieju o mistrzostwo świata (w I rundzie przegrała z Ruan Lufei i odpadła z dalszej rywalizacji). W 2009 r. zajęła IV m. (za Sophie Milliet, Janą Mielnikową i Tanią Sachdev, przed m.in. Reginą Pokorną i Martą Michną) w kołowym turnieju w San Sebastián. W 2010 r. zajęła II m. (za Nazi Paikidze) w mistrzostwach Moskwy oraz zwyciężyła (wspólnie z Eleną Borić i Martą Michną) w Erfurcie.
Najwyższy ranking w karierze osiągnęła 1 stycznia 2008 r., z wynikiem 2332 punktów zajmowała wówczas 32. miejsce wśród rosyjskich szachistek.